# Ferrette
Ferrette é uma cidade francesa do departamento do Haut-Rhin, ao sul da região de Grande Leste.
Ferrette é a sede do cantão homônimo, o mais meridional dos cantões alsacianos, próximo à fronteira suíça.
O atual príncipe de Mônaco também porta o título de comte de Ferrette (conde de Ferrette).
O nome de Ferrette deriva do latim piretum, pomar de pêra.

## Geografia
Ferrette situa-se no Jura alsaciano ou Sundgau, a 25 km da cidade de Basileia, 35 km  de Mulhouse e 45 km de Belfort, e a uma altitude entre 500 e 800 m.

## Castelo
O castelo medieval foi construído sobre um monte, dominando a cidade a 612 m de altitude. Este castelo, em ruínas, é classificado monumento histórico desde 1842.

## História
- 1105 : primeira menção do castelo. De 1105 ao final do século XIII, o condado de Ferrette é praticamente um estado soberano.
- 1233-1275 Ulrich II governa o condado com sabedoria e habilidade.
- 1271 Ulrich II cede seu domínio ao bispo de Basileia e torna-se seu vassalo.
- 10 de março de 1324: morte do conde Ulrich III, sua filha Jeannette é a herdeira.
- 26 de março de 1324: Albert da Áustria, esposo de Jeannette de Ferrette, governa o condado.
- 1648 : data da união à França.
- 29 de julho de 1789: o castelo é incendiado por camponeses revoltados aquando da «Grande peur».

## Cultura
A cada dois anos uma festa medieval, com um espetáculo de som e luzes, acontece em Ferrette no final do mês de junho.